# مانويل خيمينيز (موسيقي)
مانويل خيمينيز (بالإنجليزية: Manuel Jiménez)‏ هو موسيقي أمريكي، ولد في 1895، وتوفي في 21 نوفمبر 1975.